# Бончук Іван Іванович
Іван Іванович Бончук (1936—2002) — український лікар-уролог. Заслужений лікар України.

## Біографія
Народився 9 жовтня 1936 року в селі Кам'яні Потоки, Кременчуцького району Полтавської області. Після закінчення, у 1955 році, Кам'янопотоцької середньої школи, служив до 1958 року у лавах Радянської Армії, одночасно готуючись до вступних іспитів, аби отримати омріяну професію — лікаря. Одразу після демомобілізації вступив на лікувальний факультет Харківського медичного інституту, який у 1964 році, успішно закінчив і отримав спеціальність лікар-хірург.
З серпня 1964 р. працює лікарем-хірургом онкологічного диспансеру міста Кременчука.
1965—1968 рр. працює лікарем-хірургом та лікарем-урологом Центральної районної лікарні Кременчуцького району,
1969—1972 рр. — лікар-уролог Першої міської лікарні Кременчука.  
З 1972 року — лікар-уролог, завідуючий урологічним відділенням 2-ї міської лікарні.
З 1 листопада 1987 року — головний лікар міської лікарні № 2.
На посаді головлікаря надає консультативну та лікувально-методичну допомогу урологічним хворим Кременчуцького, Козельщанського та Глобинського районів. Впроваджує низку новітніх організаційних заходів у діяльності закладу, комплектує колектив професіоналами, налагоджує тісну співпрацю із промисловими підприємствами. Окрім лікарських обов'язків головний лікар постійно займається громадською діяльністю: з 1988 року обирається депутатом Крюківської районної ради ХХІ, ХХІІ, ХХІІІ скликань.
За довгі роки праці зробив чималий внесок в охорону здоров'я міста як організатор охорони здоров'я і як лікар-уролог.
Бончук І. І. постійно підвищував професійну кваліфікацію: удосконалення з організації й управління охороною здоров'я на базі Харківського інституту удосконалення лікарів; при Київському науково-дослідному інституті захворювань нирок і сечових шляхів; стажувався з урології на базі Київського науково-дослідного інституту. Відбував у відрядження до Швеції та КНР (1991 р.), Данії(1992 р.), США(1993 р.), Японії(1994 р.), Франції(1998 р.).
І. І. Бончук займався науковою діяльністю і мав друковану статтю «Діагностика та лікування гідронефрозу в умовах міжрайонного урологічного відділення».
Має вищу атестаційну категорію лікаря-уролога та лікаря-організатора охорони здоров'я. Відмінник  охорони здоров'я СРСР. Указом президента  України від 1 квітня 1992 року присвоєно почесне звання «Заслужений лікар України». Нагороджений орденом Дружби народів та медалями: «За доблесный труд в ознаменования 100-летия со дня рождения В. И. Ленина» та медаллю «Ветеран праці», медаллю ім. М. І. Пирогова, а також почесними грамотами Міністерства охорони здоров'я України та ін.
За видатні досягнення з питань лікування урологічних хворих Іван Іванович обраний членом правління Республіканської та Європейської спілок урологів.
У 2002 році І. І. Бончук залишив посаду головного лікаря і лікаря-хірурга. Цього ж року, після нетривалої хвороби, помер. Похований І. І. Бончук  у с. Кам'яні Потоки, Кременчуцького району.

## Пам'ять
У 2005 році на будівлі Кременчуцької міської лікарні № 2 встановлено меморіальну дошку заслуженому лікареві України Бончуку І. І. Дошка з чорного габро (60 см х 80 см х 5 см; поличка — 11 см х 60 см х 2см). На дошці зображено портрет Бончука І. І. та напис: «У цій лікарні з 1972 по 1992 рік працював заслужений лікар України Бончук Іван Іванович».
У 2023 році одну з вулиць у Кременчуці перейменовано на честь Івана Бончука.